# 小笠原ちあき
小笠原 ちあき（おがさわら ちあき、5月26日 - ）は、日本のソングライター。青森県出身。血液型はB型。漫画家の成田美名子は従姉妹にあたる。趣味は、美術館めぐり。

## 来歴
1988年、アルバム「ちゃきちゃきはうすのサウンドカーニバル」（キティレコード）で、シンガーソングライターとしてデビュー。シリーズアルバム「ちゃきちゃきはうす ザ・パーティー」（キティレコード）、「ちゃきちゃきはうすⅢ PI・PO・PA」（STARLAND）、「ちゃきちゃきはうす成田組スペシャル」（日本コロムビア）全作詞・作曲・歌担当。

## 楽曲提供
- ひらけ!ポンキッキ「♪こねこのしーにゃん」（作詞・作曲・歌）
- 角川映画「サイレントメビウス」挿入歌「♪濃霧〜NONE〜」（作詞）
- アニメDVD「ダヤンのふしぎなぼうけん」BGM（作曲）
- 小柳ルミ子「♪Ten Zillon〜100億の幸福に包まれて〜」（作詞）
- TBS系列「真・女神転生デビルチルドレン」ベールキャラクターボーカルCD「♪キット♡キット」（作詞・作曲）
- NHK教育テレビジョン「獣の奏者エリン」挿入歌「♪大罪の唄」（作詞）
- 国立音楽高校合唱曲「♪ピアノと混声合唱のための組曲♪花旅」（作詞）
- 亀渕友香、ジョニー大倉（コーラス参加）
- FM TOKYO「土屋圭市のADVANサウンドコックピット」テーマソング作曲を機に、国内A級ライセンス取得。